# Herbert Rogge
Herbert Rogge (* 7. November 1947 in Lübeck) ist ein ehemaliger deutscher Handballspieler.

## Werdegang
Rogge entstammt der Nachwuchsarbeit der Lübecker Turnerschaft. Später spielte er mit dem VfL Bad Schwartau in der Handball-Bundesliga.
Bei der Weltmeisterschaft 1970 in Frankreich erreichte er mit der bundesdeutschen Nationalmannschaft den fünften Platz. Ab 1970 gehörte er der Mannschaft des Bundesligisten TuS Dortmund-Wellinghofen 1905 an. 1972 nahm er mit der bundesdeutschen Nationalmannschaft an den Olympischen Sommerspielen in München teil und erreichte den sechsten Platz. Er erzielte während des olympischen Turniers fünf Tore für die Gastgebermannschaft.
Mit Dortmund-Wellinghofen stand Rogge 1974 im Endspiel um die deutsche Meisterschaft, welches gegen den VfL Gummersbach verloren wurde.